# Mktemp
mktemp è un comando disponibile in molti sistemi operativi Unix-like il quale crea un file o una directory temporanea. Rilasciato originariamente nel 1997 come parte di OpenBSD 2.1, esiste un'implementazione separata come parte di GNU Coreutils.
C'era una funzione di libreria del linguaggio C con nome simile, la quale ora è deprecata perché non sicura e ha alternative più sicure.